# 趙鶴齡 (光緒進士)
趙鹤龄（1853年—1928年），字孟云，一字梦云，雲南省麗江府鶴慶州人，清末翰林，書法家。

## 生平
光绪十五年己丑科举人，二十一年（1895年）乙未科进士，同年五月，改翰林院庶吉士。光緒二十四年四月，散館，授翰林院編修；任皇太子侍读，歷官四川奉节县观察，记名副都统等。曾到日本考察。
趙鶴齡善詩文，又以书法见长，原鹤庆城东门“迎旭楼”之題字均出自其手。光绪帝赐“梅兰”封号。